# Abastenia St. Leger Eberle
Abastenia St. Leger Eberle (Webster City (Iowa), 6 d'abril de 1878 – Ciutat de Nova York, 26 de febrer de 1942) fou una escultora estatunidenca. Llur obra més famosa, The White Slave ("L'esclava blanca"), que representa la prostitució infantil, fou un escàndol quan fou exposada a l'Armory Show el 1913.

## Infància i joventut
Abastenia St. Leger Eberle nasqué a Webster City, a l'estat d'Iowa. El pare era metge i la mare música. La família es traslladà més tard a Kansas, després a Missouri, fins que s'establiren a Canton (Ohio). Abastenia estudiava per ser música professional com la seva mare, però el Dr. Eberle va descobrir que tenia talent per a l'escultura i va aconseguir que un dels seus pacients li donés classes. Després d'això, Abastenia entrà a l'escola Art Students League, a Nova York.

## Inicis
El primer èxit d'Eberle fou amb l'escultura Men and Bull ("Homes i toro"), feta a quatre mans amb Anna Hyatt, i que van exposar el 1904 a l'exposició organitzada pel col·lectiu Society of American Artists. El 1906 fou convidada a formar part de la National Sculpture Society, i el 1920 fou elegida per integrar la National Academy of Design com a "acadèmica associada".
L'obra d'Abastenia Eberle s'aproximava força a l'Art Nouveau (Modernisme) i al moviment Nova escultura britànica. Feia sobretot escultura de retrat i fonts decoratives. Una part de la seva obra s'exposa al MOMA de Nova York. Tanmateix, se la coneix més que res per les seves obres figuratives on combina realisme amb la fantasia de les robes i els cabells en moviment.

## Consagració

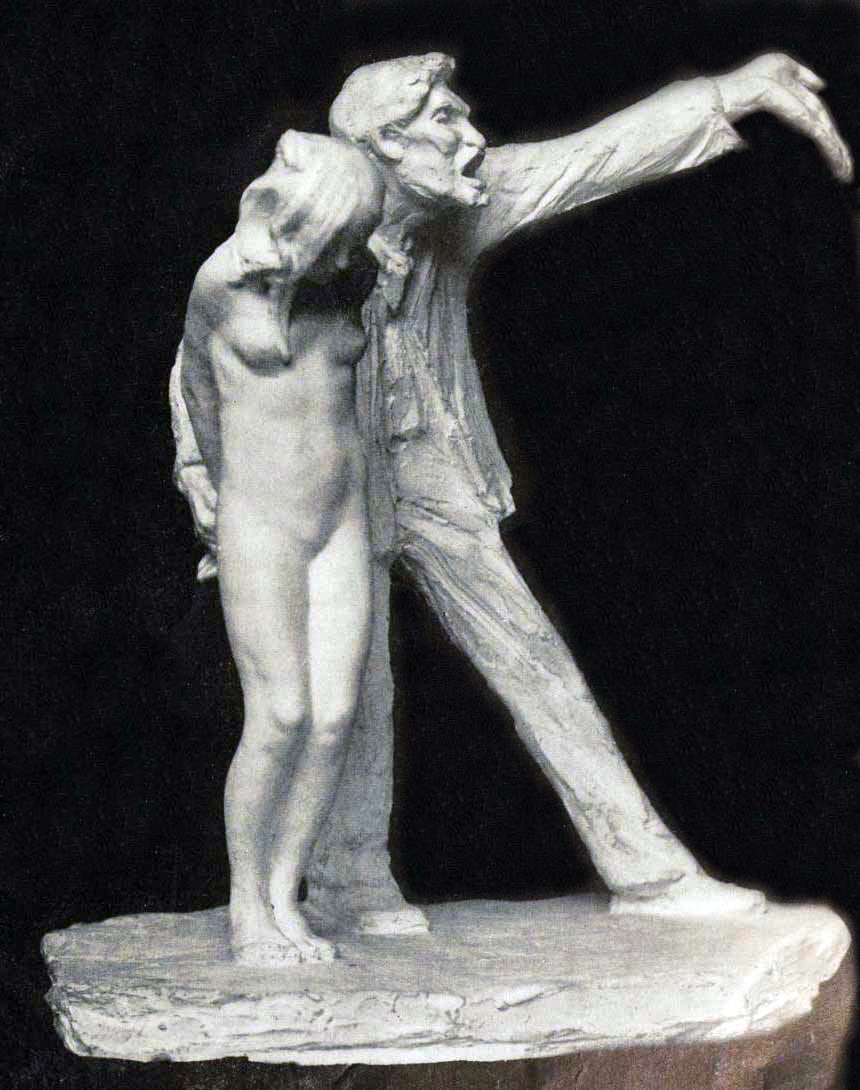
The White Slave, 1912–13

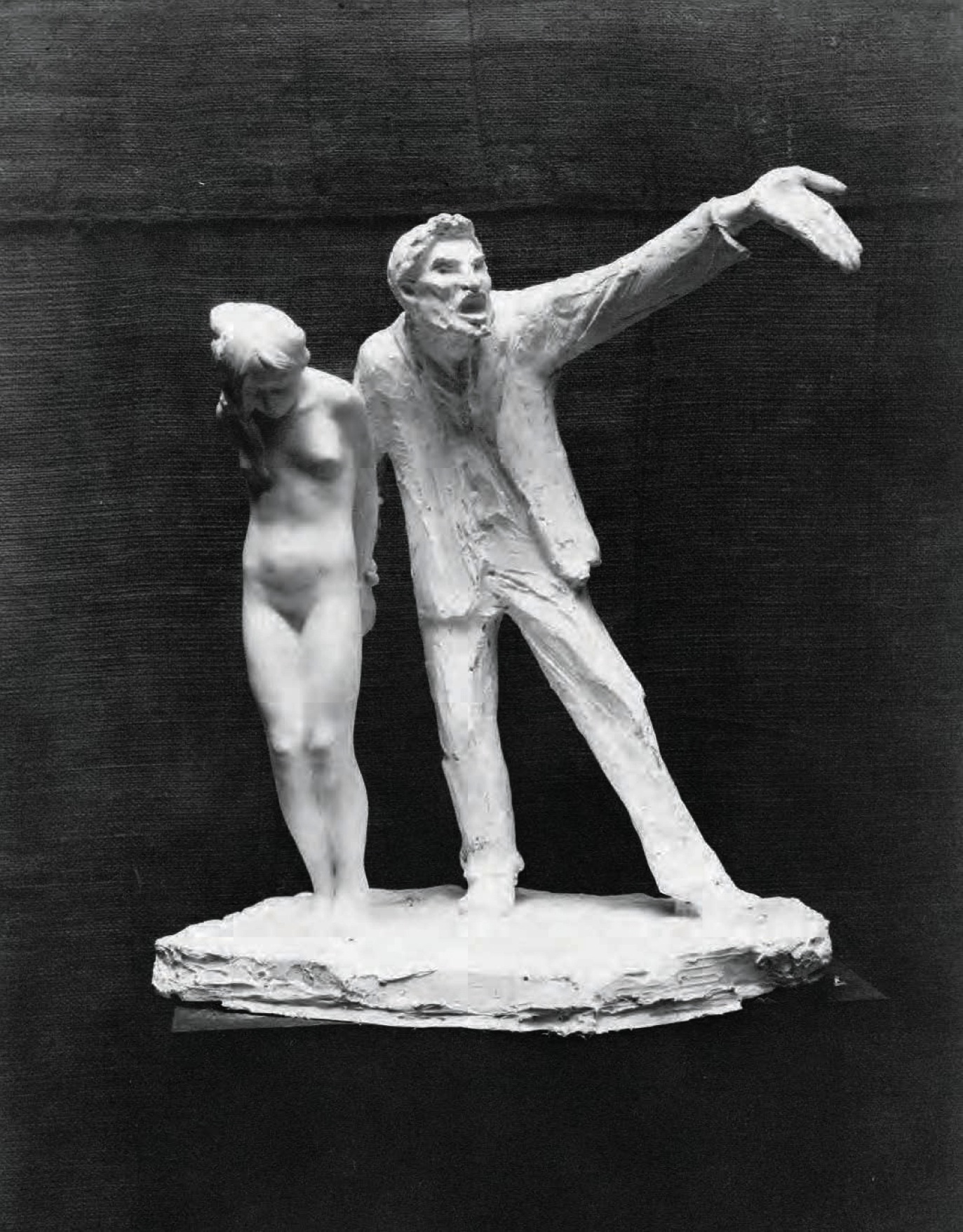
The White Slave, 1912–13

The White Slave ("L'esclava blanca") fou exposada el 1913 a l'Armory Show, a Nova York, i provocà "una tormenta de violenta polèmica" per la xocant combinació de realisme contemporani i nuesa. L'escultura representa la prostitució infantil, que en aquella època, i ara també, s'anomenava eufemísticament tracta de blanques.
Arran d'aquest èxit, Eberle creà una sèrie d'escultures que representaven infants de la classe obrera del Lower East Side, de vegades treballant, de vegades jugant. Deia que hi volia representar "la vitalitat de la població immigrant de la ciutat". Cap al 1930, es veié forçada a marxar de la ciutat per una suma de problemes financers i de salut, i s'instal·là a Westport (Connecticut).
Eberle presentà diverses obres a les competicions artístiques que es van fer paral·lelament als Jocs Olímpics d'Estiu de 1928 i de 1932, però no va guanyar cap medalla.
Algunes de les seves escultures estan exposades a la Biblioteca Juvenil Kendall, al seu poble natal de Webster City (Iowa). Eberle creia que l'art hauria de tenir una funció social, de manera que els artistes "no tenen dret a treballar com un individualista sense cap responsabilitat envers els altres. Han de mirar de què la gent es descobreixi a si mateixa i cap als altres."

## Exposicions de "L'esclava blanca"
Després de la primera presentació de l'escultura The White Slave a l'Armory Show de Nova York el 1913, no se la torna a veure fins a l'any 1989, quaranta-set anys després de la mort de l'autora.
Aleshores comença un període molt intens d'exposicions seguides: Knoxville Museum of Art (exposició sobre dones artistes americanes, 26 d'octubre de 1989 – 4 de febrer de 1990), Queensboro Community College Art Gallery (Nova York, 11 de març – 5 d'abril de 1990), The Discovery Museum (Bridgeport (Connecticut), novament sobre les dones artistes americanes, 10 d'abril – 30 de maig de 1993), Parrish Art Museum (Southampton (Nova York), 20 de febrer – 10 d'abril de 1994), Los Angeles County Museum of Art (sobre l'escultura de la figura humana, 23 de febrer – 14 de maig de 1995), Montgomery Museum of Fine Arts (22 de juny – 10 de setembre de 1995), Wichita Art Museum (19 d'octubre de 1995 – 7 de gener de 1996), National Academy of Design (15 de febrer – 5 de maig de 1996), Whitney Museum of American Art (Nova York, sobre art i cultura americans, 23 d'abril – 22 d'agost de 1999), Museum of Sex (Nova York, sobre com influeix la "Gran Poma" en el sexe dels nord-americans, 2 de setembre de 2003 – 15 de febrer de 2004).
Des de l'any 2004, la famosa escultura no s'ha tornat a exposar enlloc i actualment no es coneix el lloc on es troba.